# الیزابت کن
الیزابت کن (به فرانسوی: Élisabeth Quin) /kɛ̃/، زاده ۲۳ مارس ۱۹۶۳ در پاریس، نویسنده، روزنامه‌نگار، مجری تلویزیون و منتقد سینما فرانسوی است.

## زندگی‌نامه
الیزابت کَن دارای تحصیلات عالی در زبان چینی و ادبیات است. او از ۲۳ سالگی ابتدا در چند شبکهٔ رادیویی اف‌ام به اجرای برنامه پرداخت. پس از چند سال مجری برنامه‌های فرهنگی و نقد فیلم در چند شبکهٔ تلویزیونی شد. از ۲۰۱۲ نیز مجری خبری در شیکهٔ تلویریونی فرانسوی-آلمانی آرته است. او همچنین عضو هیئت داوران جایزهٔ ادبی مجلهٔ مد مادام فیگارو موسوم به Grand prix de l'héroïne Madame Figaro است. 
 او همسر فرانسوا آرمانه است.

## آثار مهم
- La Peau dure, Grasset, 2002.
- Tu n'es pas la fille de ta mère, Grasset, 2004.
- Bel de nuit, Gérald Nanty, Grasset, 2007.
- Pierre dans le loup, avec Thomas Perino, Seuil Jeunesse, 2006.
- La nuit se lève, Grasset, 2019.